# جمعية الرعاية
جمعية الرعاية (بالإنجليزية: Care Society)‏ هي جمعية تأسست في 9 نوفمبر 1998 في المالديف وهي أكبر منظمة غير ربحية فيها، ومنذ إنشائها عملت في مختلف مجالات العمل الإنساني، كما لعبت أيضًا دورًا رئيسيًا في عمليات الإغاثة بعد كارثة تسونامي في جزر المالديف.

## إعادة التأهيل القائمة على المجتمع
منذ عام 2004 قدمت جمعية الرعاية برامج إعادة التأهيل القائمة على المجتمع (CBR) في جزر المالديف. ويُعد الهدف الرئيسي للبرامج هو تعزيز سبل عيش الأشخاص ذوي الإعاقة من خلال تمكين المجتمعات المحلية.
بالتعاون مع منظمة هانديكاب إنترناشيونال (HI) أُنشِئَ مركزان محليان للتأهيل القائم على المجتمع في المنطقة الجنوبية، في عام 2007 اشتركت جمعية الرعاية مع شبكة جنوب آسيا لإعادة التأهيل القائمة على المجتمع لتعزيز اتفاقية الأمم المتحدة بشأن حقوق الأشخاص ذوي الإعاقة. (UNCRPD)
في عام 2010، بالتعاون مع فيدا إنترناشونال (FIDA International) عُقِد تدريب CBR في 4 جزر مرجانية مركزية في جزر الماليف.

## مركز تطوير الرعاية
في عام 2010 أُنشئ مركز تطوير الرعاية (CDC) لتلبية احتياجات المعاقين بما في ذلك: التوحد وضعف السمع وضعف النطق والشلل الدماغي ومتلازمة داون وصعوبات التعلم والإعاقة الذهنية. يوجد حوالي 38 فردًا تحت رعاية المركز يوجههم 8 معلمين مدربين وموظفي إدارة مدربين في علم النفس والإدارة ورعاية الطفل الدولية ودراسات الإعاقة.
ويُعد مركز تطوير الرعاية هو الكيان الوحيد في جزر المالديف الذي يخدم الإعاقة المذكورة أعلاه، كما يوفر مركز التدريب التدريب المهني والعلاج الطبيعي وإرشاد أولياء الأمور.

## برنامج إعادة التأهيل وإعادة الإعمار بعد تسونامي
بعد كارثة تسونامي عام 2004 أجرت جمعية الرعاية بالتعاون مع أوكسفام وأكشن إيد تقييمات سريعة في الجزر الجنوبية وأرسلت أكثر من 200 ألف دولار لمساعدة المجتمعات فيجي أليف أتول وجي دي أتول.
بالتعاون مع أكشن إيد بدأ برنامج الاستجابة لتسونامي لمدة 3 سنوات مع التركيز على توفير الرعاية النفسية والاجتماعية للناجين من الصدمات وتوفير سبل عيش بديلة للناجين المتضررين من كارثة تسونامي ومكافحة القضايا الاجتماعية مثل المخدرات والعنف المنزلي والعنف ضد المرأة و إساءة معاملة الأطفال وكذلك تطوير دور الحضانة الزراعية ومراكز التدريب وحشد النساء والمجموعات المجتمعية للتعبير عن حقوقهم. وصل البرنامج إلى أكثر من 17 جزيرة في أربع جزر مرجانية.

## تطوير ما قبل المدرسة
نُفِّذ البرنامج بدعم فني من مركز تطوير التعليم (EDC) ومعلمين من مركز تطوير الرعاية. بلغ العدد الكلي للمدارس المطورة 9 في 7 جزر مرجانية.

## روابط خارجية
- الموقع الرسمي